# Christoffer Remmer
Christoffer Remmer (født 16. januar 1993) er en dansk fodboldspiller, der er forsvarsspiller for BK Frem. Han har tidligere spillet for bl.a. den danske superligaklub F.C. København, norske Molde FK og belgiske KVC Westerlo.

## Klubkarriere
Remmer skiftede i 2009 fra Hvidovre IFs ungdomsafdeling til F.C. Københavns. Han var med til at vinde det danske mesterskab med F.C. Københavns U19-mandskab. FC København og Remmer forlængede i oktober 2011 kontrakten, så den var gældende til sommeren 2014. Denne indebar at han skulle starte som fuldtidsspiller fra 1. juli 2012, da han på dette tidspunkt var færdig med 3.G. på gymnasiet.
I sommeren 2012 blev han en del af klubbens førsteholdstrup. Han debuterede på FCK's førstehold den 4. august 2012, da han spillede hele kampen i Superligaens 4. runde mod Esbjerg fB på Blue Water Arena, hvor FCK vandt med 2-1. Tre uger senere var Christoffer Remmer igen i startopstillingen og registeret for sin anden kamp i Superligaen, da holdet vandt 3-2 på udebane over Randers FC.
I marts 2014 blev hans kontrakt forlænget til 30. juni 2017, og i sæsonen 2013/14 startede han inde 14 gange i Superligaen og pokalen og fortrængte i starten af foråret 2014 Lars Jacobsen fra højre back-pladsen i en periode.
I starten af 2014/15-sæsonen døjede han med lyskeproblemer og måtte gennemgå en operation, som holdt ham ude det meste af efteråret, men i april 2015 var han helt fit for fight og startede inde i 9 af forårets 12 sidste kampe. Her fik han bl.a. vist, at han også kan bruges såvel centralt på midtbanen som i højre side.
Den 10. august 2016 blev Christoffer Remmer solgt til norske Molde FK.
Den 16. juli 2019 blev det offentliggjort, at Remmer skiftede til den belgiske klub KVC Westerlo. Han skrev under på en treårig aftale. Efter udløb af kontrakten skiftede han til SønderjyskE i sommeren 2022 på en to-årig kontrakt. 
Ved udløbet af kontrakten i SønderjyskE skrev Remmer kontrakt med 2. divisionsklubben BK Frem på en toårig aftale.

## Landsholdskarriere
Christoffer Remmer debuterede for et landshold under Dansk Boldspil-Union den 24. april 2009, da han efter 75. minutter blev indskiftet i U/16-landskampen på Holstebro Idrætspark mod Ungarn.
Fra den 19. oktober 2010 til 6. maj 2011 nåede Remmer at spille syv kampe for Danmark U/18. Fra august 2011 indtil slutningen af maj 2012 spillede han 15 kampe for U/19 mandskabet.
Ved NI Milk Cup i Nordirland i juli 2012 spillede Remmer to kampe for Danmarks U/20-fodboldlandshold. Her var han anfører for holdet mod USA og Chile.
I marts 2013 blev Remmer udtaget til U/21-landsholdet, hvor han debuterede den 21. marts 2013 i et 1-3 nederlag til Frankrig. På trods af sin langvarige skade i efteråret 2014 nåede han at have sin andel i, at holdet kvalificerede sig til EM-slutrunden i juni 2015. Remmer blev også udtaget til EM-truppen.